# Benthopecten mutabilis
Benthopecten mutabilis är en sjöstjärneart som beskrevs av Fisher 1910. Benthopecten mutabilis ingår i släktet Benthopecten och familjen nålsjöstjärnor. Inga underarter finns listade i Catalogue of Life.